# Hans Much

Hans Much (Porträtzeichnung von Emil Stumpp, 1931)

Hans Much (* 24. März 1880 in Dorf Zechlin; † 28. November 1932 in Hamburg) war ein deutscher Arzt, Immunologe und Schriftsteller.

## Leben

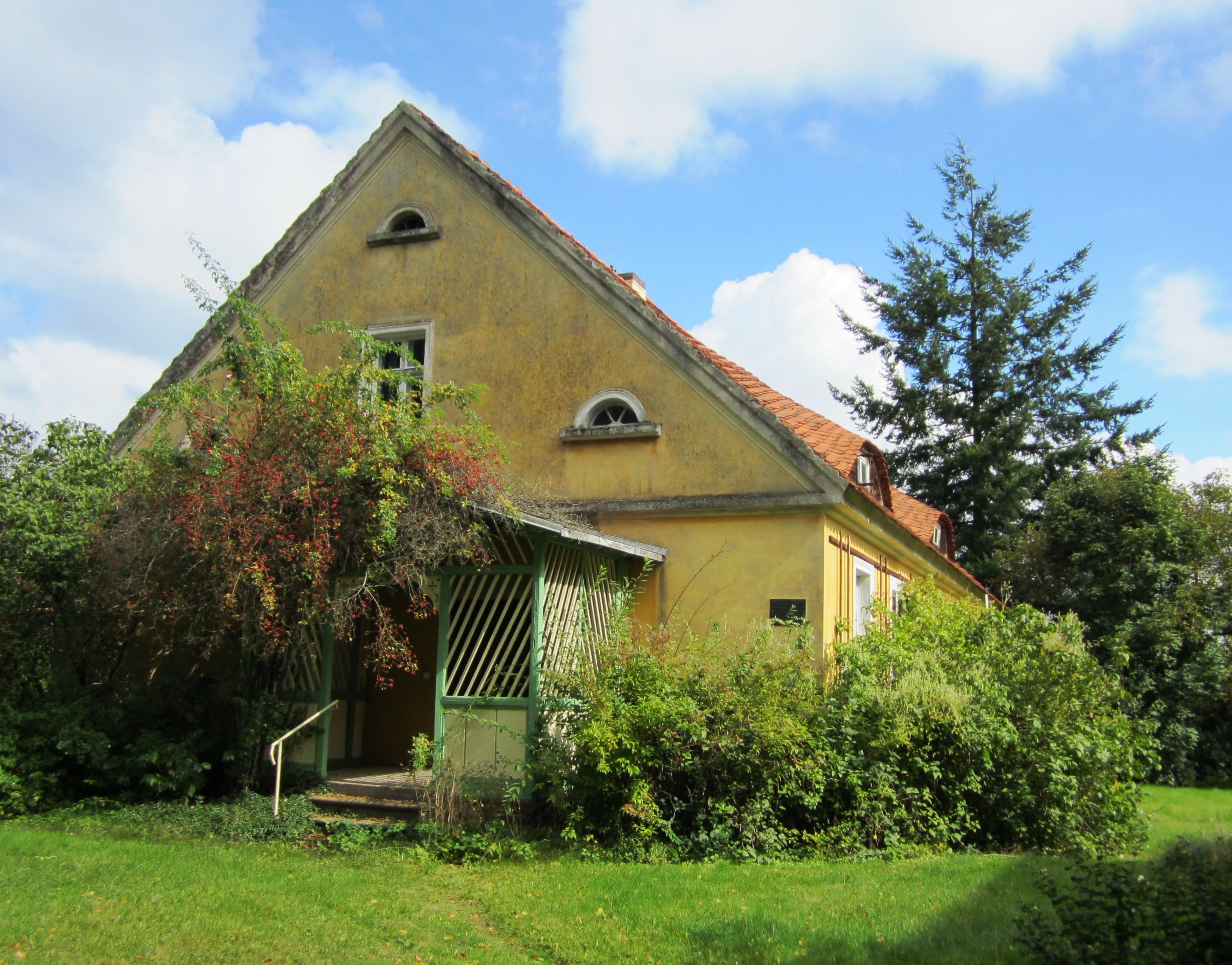
Geburtshaus von Hans Much in Dorf Zechlin

Hans Much, ein Sohn des Pfarrers Karl Much (1847–1925), begann an der Philipps-Universität Marburg Medizin zu studieren. Am 19. November 1898 wurde er im Corps Teutonia Marburg recipiert. Als geklammerter Senior inaktiviert, wechselte er an die Christian-Albrechts-Universität zu Kiel, die Friedrich-Wilhelms-Universität zu Berlin und die Julius-Maximilians-Universität Würzburg. 1903 wurde er in Würzburg zum Dr. med. promoviert. Ab 1905 war er Abteilungsvorsteher am Hygiene-Institut in Marburg und ab 1908 Oberarzt am Eppendorfer Krankenhaus (heute Universitätsklinikum Hamburg-Eppendorf) in Hamburg unter Hermann Lenhartz, dessen Tochter Marie er 1912 heiratete. 1913 übernahm Much die Leitung des Instituts für Tuberkuloseforschung in Hamburg. Im Zuge seiner Tätigkeit unternahm Much 1913/14 Forschungsreisen nach Jerusalem und Kleinasien. Bei Ausbruch des Ersten Weltkriegs wurde er in Ägypten interniert. Nach seiner Freilassung war er im Militärsanitätsdienst tätig.
1919 wurde Much außerordentlicher Professor für Hygiene an der neu gegründeten Universität Hamburg und Leiter des serologischen Instituts. 1921 wurde er ordentlicher Professor. Neben seiner ärztlichen Tätigkeit befasste sich Much mit Architektur und Kunstgeschichte sowie mit östlichen Religionen, insbesondere mit dem Buddhismus. Er verfasste zahlreiche medizinische Schriften sowie plattdeutsche Gedichte und Bücher über norddeutsche Backsteingotik, Heimatkunst, Buddhismus und Islam.
Hans Much war Miteigentümer der 1932 nach ihm benannten Prof. Dr. Much’sche Präparate AG. Chem. Pharmazeut. Erzeugnisse (später: Prof. Dr. med. Much AG), ein pharmazeutisches Unternehmen, das die Arzneimittelmarke Spalt-Tablette auf den Markt brachte.

## Ehrungen

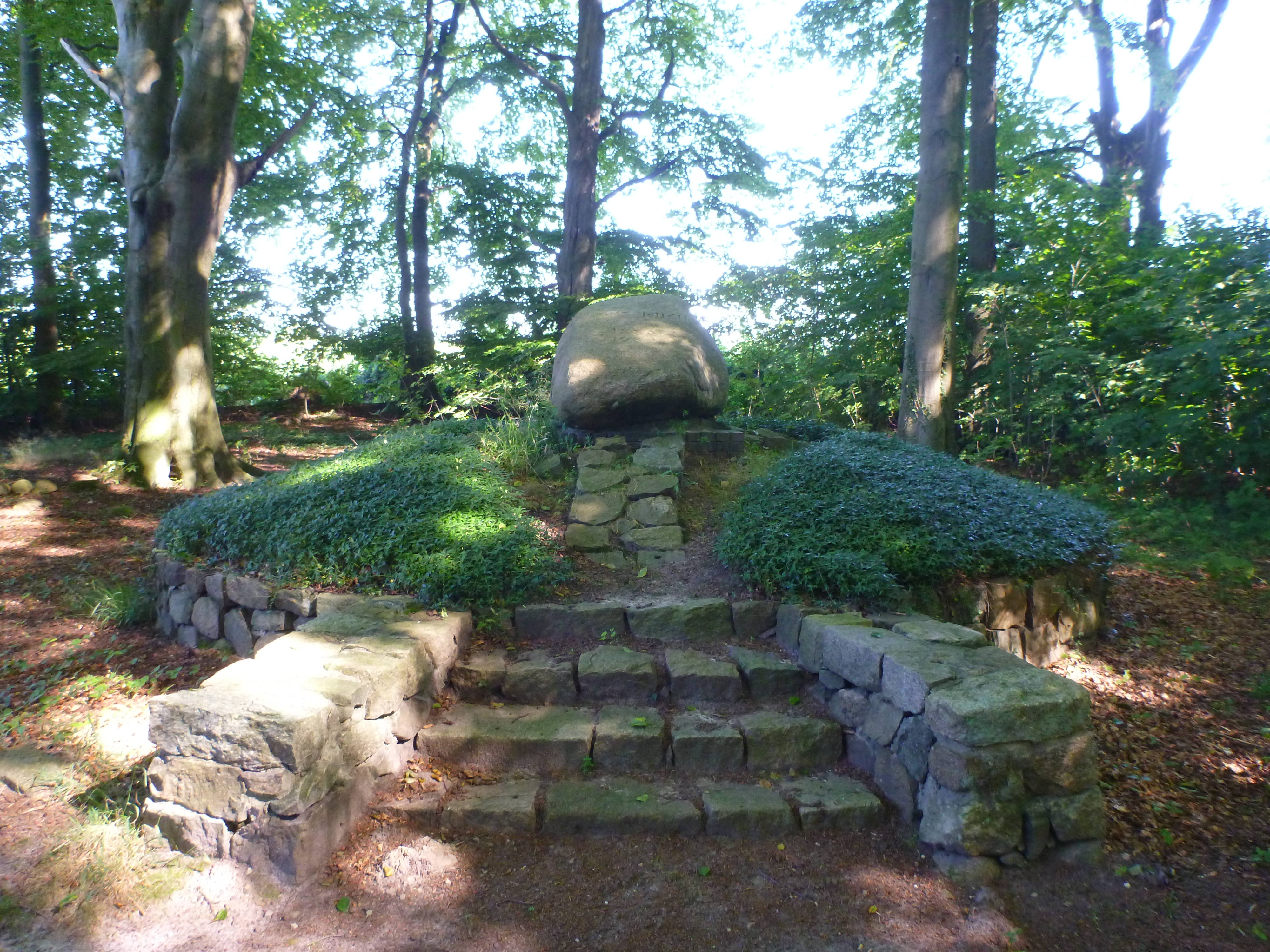
Grab- und Gedenkstätte für Hans Much im Wald am Ortsrand von Nottensdorf

Das Grabmal von Hans Much liegt in Nottensdorf, einem kleinen Dorf in Niedersachsen. Am Ende der Straße Am Walde liegt die 1932 errichtete Grab- und Gedenkstätte. Der Findling trägt die Inschrift HANS MUCH 1880–1932. Rund um die Gedenkstätte findet man Feldsteine mit den Namen seiner Pekingesen.
Nach Much ist der Hans-Much-Weg in Hamburg-Eppendorf benannt.

## Werke
- Gedichte. Stahel’sche, Würzburg 1904.
- Die Immunitätswissenschaft. Curt Kabitzsch, Würzburg 1911.
- Erblicktes und Erlebtes. Ein Reisetagebuch. Schröder & Jeve, Hamburg 1912.
- Denken und Schauen. Gedichte Curt Kabitzsch, Würzburg 1913.
- Krankheitsentstehung und Krankheitsverhütung und geheimnisvolle Lebensäußerungen des Körpers. Curt Kabitzsch, Würzburg 1913.
- Eine Tuberkuloseforschungsreise nach Jerusalem. Carl Kabitzsch, Würzburg 1913.
- Buddha, der Schritt aus der Heimat in die Heimatlosigkeit. Albert Müller, Zürich 1914.
- Rings um Jerusalem. Einhorn Verlag, Dachau ca. 1915.
- Auf dem Wege des Vollendeten. Hans Sachs, München 1918.
- Heimatkultur. Montanusverlag, Siegen/Westf. 1918.
- Norddeutsche Backsteingotik. Georg Westermann, Braunschweig 1919.
- En nedderdüütschen Doodendanz. Richard Hermes, Hamburg 1919.
- Die Kindertuberkulose – ihre Gefahr und Bekämpfung. Auer, Hamburg 1919.
- Die Heimkehr des Vollendeten. Ein Erlebnis. Adolf Saal, Hamburg 1920.
- Menschen und Moscheen am Mittelmeer. Einhorn Verlag, Dachau ca. 1920.
- Norddeutsche gotische Plastik. Georg Westermann, Braunschweig 1920.[6]
- To Hus. En Mund vull plattdüütsche Rimels un ’ne Hand vull plattdüütsche Biller von Frido Witte. Richard Hermes, Hamburg 1920.
- Boro Budur. Folkwang Verlag, Hagen 1920.
- Islamik. L. Friedrichsen & Co., Hamburg 1921.
- Über die unspezifische Immunität. Curt Kabitzsch, Leipzig 1921.
- Moderne Biologie. 2. und 3. Vortrag: Spezifische und unspezifische Reiztherapie. Curt Kabitzsch, Leipzig 1922.
- Die Welt des Buddha. Ein Hochgesang. Carl Reißner, Dresden 1922.
- Niederdeutsches gotisches Kunsthandwerk. Georg Westermann, Braunschweig 1923.
- Vom Sinn der Gotik. Carl Reißner, Dresden 1923.
- Akbar. Der Schatten Gottes auf Erden. Einhorn Verlag, Dachau 1924.
- Aphorismen zum Heilproblem. Reihe Moderne Biologie, Heft 9, Leipzig 1925.
- Hippokrates der Große. Hippokrates Verlag, Stuttgart 1926.
- Homöopathie. Kritische Gänge hüben und drüben. Curt Kabitzsch, Leipzig 1926.
- Das ewige Ägypten. Carl Reißner, Dresden 1927.
- Meister Ekkehart. Ein Roman der deutschen Seele. Carl Reißner, Dresden 1927.
- Das Wesen der Heilkunst, Grundlagen einer Philosophie der Medizin. Otto Reichl, Darmstadt 1928.
- Von homöopathischen Dingen. Vortrag auf der Tagung der Internationalen Homöopathischen Liga. Hippokrates Verlag, Stuttgart 1929.
- Körper-Seele-Geist. Curt Kabitzsch, Leipzig 1931.
- Arzt und Mensch. Das Lebensbuch eines Forschers und Helfers. Carl Reißner, Dresden 1932.
- Vermächtnis, Bekenntnisse von einem Arzt und Menschen. Carl Reißner, Dresden 1933 (postum).

## Norddeutsche Backsteingotik – ein Heimatbuch
Das Buch ist nach des Autors eigenen Worten keine kunstwissenschaftliche Darstellung. Auch von Heimatbüchern, die nicht in die weite Welt schauen, weil es in der Heimat am schönsten sei, grenzt es sich ab. Vielmehr ist es eine rassistische Schrift. Die Backsteingotik Norddeutschlands und des Ordenslandes stellt Much als weitgehend von fremden Einflüssen gereinigten Ausdruck der Überlegenheit der „nordisch-arischen Rasse“ dar. In Exkursen über Bildwerke bezieht er ein paar süddeutsche Meister in diese nordisch-arische Kunst mit ein. Im Buch selbst verwendet Much den Begriff ‚Backsteingotik‘ zumeist ohne Zusatz, erwähnt gotische Backsteinarchitektur außerhalb Norddeutschlands und des Ordenslandes aber auch gar nicht.